# Al Shabab (Vereinigte Arabische Emirate)
al Shabab al Arabi Club (arabisch نادي الشباب العربي – دبي, DMG Nādī aš-Šabāb al-ʿarabī – Dubayy) war ein Sportklub aus Dubai, Vereinigte Arabische Emirate, welcher 1958 gegründet wurde. Zuletzt spielte die Fußball-Mannschaft des Klubs in der höchsten Liga des Landes, der UAE Arabian Gulf League, in welcher man mehrfach Meister wurde. Seine Heimspiele trug der Klub im al-Maktoum Stadion aus. Der größte Erfolg des 3-maligen Meisters war das Erreichen des Finales im Pokal der Pokalsieger Asiens in der Saison 1994/95.
Im Jahr 2017 fusionierte der Klub zusammen mit dem Dubai SC in al-Ahli über, wodurch letzterer zu Shabab al-Ahli Dubai wurde.

## Vereinserfolge

### National
- UAE Arabian Gulf League

Meister 1989/90, 1994/95, 2007/08
- UAE President’s Cup

Gewinner 1980/81, 1989/90, 1993/94, 1996/97
Finalist 1974/75,1986/87,1988/89,1998/99
- UAE Arabian Gulf Cup

Gewinner 2010/11
- GCC Champions League

Sieger 1992, 2011, 2015

### Kontinental
- Pokal der Pokalsieger Asiens

Finalist 1994/95

## Bekannte ehemalige Spieler
- Ali Daei
- Denílson Martins Nascimento
- Javad Kazemian
- Eman Mobali
- Mirjalol Qosimov
- Prince Tagoe
- Klemen Cehte

## Trainer
- Dave Mackay (1983)
- Claude Le Roy (1985)
- Marcos Paquetá (1988–1990, 2012–2014)
- Ilie Balaci (1994–1996, 2006)
- Dušan Radolský (2000–2001)
- Reiner Hollmann (2003–2004)
- Džemaludin Hadžiabdić (2004–2005)
- Toninho Cerezo (2008–2009)